# Ема
„Ема“ (англ. Emma) e роман на английската писателка Джейн Остин. Публикуван през 1816 г. и посветен на английския принц-регент (бъдещия крал Джордж ІV по негова молба.
На български език романът е издаден през 1996 г.

## Основни герои
- Ема Уудхаус – 21 г. – красива, умна, богата и своеволна; живее с баща си в имението Хартфийлд в графство Съри. Майка ѝ е починала отдавна и Ема е отгледана от гувернантката си мис Тейлър.
- Мистър Джордж Найтли – 37 г. – собственик на съседното имение Донуел Аби; единственият критик на Ема. Девер на сестрата на Ема.
- Хенри Уудхаус – бащата на Ема, вдовец и хипохондрик; рядко напуска дома си.
- Изабел Найтли – по-голямата сестра на Ема и съпруга на Джон Найтли. Тя и съпругът ѝ имат пет деца – Хенри, Джон, Бела, Ема и Джордж.
- Джон Найтли – по-малък брат на Джордж Найтли и зет на Ема (съпруг на сестра ѝ Изабел).
- Мис Ан Тейлър/мисис Уестън – бивша гувернантката и близка приятелка на Ема; съпруга на мистър Уестън.
- Мистър Уестън – заможен съсед; жени се за мис Тейлър; спокоен, весел и общителен; обича да се забавлява.
- Франк Чърчил – син на мистър Уестън от първия му брак. След смъртта на майка си е осиновен от чичо си (брат на майка му) и жена му, чиято фамилия носи.
- Джейн Феърфакс – племенница на мис Бейтс и внучка на мисис Бейтс. Красива, умна и елегантна, с добро образование, но с малко състояние, което ѝ отрежда нещастната участ да стане гувернантка.
- Хариет Смит – красиво, но простовато момиче от близкото девическо училище; извънбрачно дете на неизвестни родители.
- Мистър Филип Елтън – млад, амбициозен и претенциозен викарий.
- Мисис Огъста Елтън – съпруга на Филип Елтън; заможна, но невъзпитана и арогантна.
- Мис Бейтс – бедна стара мома; дружелюбна и обстоятелствена; живее с майка си, мисис Бейтс; леля на Джейн Феърфакс.
- Мистър Мартин – фермер, арендатор на Джордж Найтли.

## Сюжет
Внимание:  Текстът по-долу разкрива сюжета на произведението (или части от него)!
След сватбата на мис Тейлър за мистър Уестън, Ема решава, че има талант на сватовница. Противно на съветите на мистър Найтли, Ема се заема да намери съпруг на новата си приятелка Хариет Смит. Хариет получава предложение от мистър Мартин, което под натиска на Ема отказва. Мистър Найтли е силно ядосан на Ема, тъй като Хариет трудно ще намери по-добра брачна партия. Ема обаче е решила да сватоса Хариет за викария мистър Елтън и не обръща внимание на протестите и предупрежденията на мистър Найтли. Скоро след това плановете на Ема се провалят, след като мистър Елтън ѝ се обяснява в любов и направо се изсмива при мисълта да се ожени за Хариет. Ема се опитва да убеди Хариет, че мистър Елтън така или иначе не я заслужава и се заема да ѝ намери друг брачен партньор.
Мистър Елтън заминава за Бат и скоро след това се връща с нова съпруга. Мисис Елтън скандализира местното общество с просташкото си поведение, а мистър Елтън продължава открито да игнорира Хариет. На един от баловете той директно отказва да танцува с Хариет. Мистър Найтли спасява положението като кани Хариет на танц.
Джейн Феърфакс се връща при мис и мисис Бейтс. Сред смъртта на родителите си, Джейн живее с мис Бейтс, но на деветгодишна възраст заминава да живее със семейство Кемпбъл. След сватбата на дъщерята мис Кембъл, Джейн се връща при леля си за, за да си почине и да се подготви за бъдещата си професия като гувернантка. Добре образована, възпитана и музикално надарена, Джейн става обект на (неосъзната) завист от страна на Ема.
Същевременно Франк Чърчил пристига, за да се запознае с новата съпруга на баща си. Франк е връстник на Ема и двамата си допадат. Ема си внушава, че е влюбена в него и двамата открито флиртуват.
Франк признава, че познава бегло Джейн и окуражава Ема да фантазира, че истинската причина за завръщането на Джейн е любовната ѝ връзка с мистър Диксън, съпруга на мис Кемпбъл. Тази идея е подхранена, след като Джейн получава пиано от неизвестен мъж.
Същевременно мис Тейлър предполага, че мистър Найтли може да предложи брак на Джейн. Ема реагира остро на тази идея. Тя предпочите мистър Найтли да не се жени, „за да може имението да отиде у племенника ѝ Хенри” (най-възрастният син на Изабела и Джон Найтли).
Ема организира пикник за цялата компания – мистър Найтли, мистър и мисис Уестън, Франк Чърчил, Хариет, Джейн, Елтънови и мис Бейтс. Без да иска, Ема обижда дълбоко мис Бейтс. Мистър Нейтли е шокиран от постъпката ѝ и ѝ прави сериозна забележка. Ема се разкайва. След няколко дни мистър Найтли заминава внезапно за Лондон при Джон и Изабела.
Джейн се разболява, но отказва да приема лекарствата и храната от Ема. Скоро след това Джейн приема предложение да стане гувернантка – нещо, което се е опитвала да избегне. Междувременно Ема решава, че ще е добре да ожени Хариет за Франк Чърчил.
Лелята на Франк умира и се разбира, че Франк и Джейн са били тайно сгодени повече от година. Франк е флиртувал с Ема за заблуда, тъй като леля му е била против брака му с Джейн. Също така пианото е било от него. Джейн, от своя страна, не е била съгласна с поведението на Франк спрямо Ема, а постоянният стрес от тайната им връзка е станал причина за болестта ѝ. Всички са притеснени как Ема ще приеме новината, но Ема признаваа, че няма чувства към Франк.
Хариет си внушава, че мистър Найтли е влюбен в нея и споделя с Ема. Ема е потресена и разбира, че винаги е обичала мистър Найтли и мисълта, че той може да обича друга, не ѝ дава мира.
Мистър Найтли, разбрал за Франк и Джейн, се завръща, за да успокои Ема от предполагаемото любовно разочарование. Разбирайки, че Ема е безразлична към Франк, мистър Найтли ѝ се обяснява в любов.
Мистър Найтли убеждава мистър Мартин да предложи на Хариет отново и тя приема. Франк и Джейн заминават за Йоркшир. Ема и местър Найтли се женят, но остават да живеят в Хартфийлд, за да може Ема да е близо до баща си.

## Адаптации

### Кино
- „Баровки“ (Clueless) (1995) - съвременна адаптация; с участието на Алиша Силвърстоун (Шер Хоровиц / Ема) и Пол Ръд (Джош / мистър Найтли).
- „Ема“ (1996) - с участието на Гуинет Полтроу и Джереми Нортън.
- „Айша“ (2010), съвременна адаптация от Боливуд; с участието на Сонам Капур в ролята на Айша (Ема).

### Телевизия
- „Ема“, (1948), телевизионен театър (БиБиСи), с участието на Джуди Кемпбъл в ролята на Ема.[2]
- „Ема“, (1954), телевизионен театър (ЕнБиСи), с участието на Фелиша Монтилигър в ролята на Ема.[2]
- „Ема“, (1957), телевизионен театър (ЕнБиСи), с участието на Сара Чърчил в ролята на Ема.[2]
- „Ема“, (1960), телевизионен театър (БиБиСи), с участието на Даяна Феърфакс в ролята на Ема.[2]
- „Ема“, (1960), телевизионен театър (СиБиЕс), с участието на Нанси Уикуайър в ролята на Ема.[2]
- „Ема“ (1972, БиБиСи), с участието на Доран Годуин и Джон Карсън.
- „Ема“ (1996, АйТиВи), с участието на Кейт Бекинсейл и Марк Стронг.
- „Ема“ (2009, БиБиСи), с участието на Ромола Гарай и Джони Лий Милър.